# Ralf Kelleners
Ralf Kelleners (ur. 18 maja 1968 roku w Dinslaken) – niemiecki kierowca wyścigowy.

## Kariera
Kelleners rozpoczął karierę w międzynarodowych wyścigach samochodowych w 1987 roku od startów w Niemieckiej Formule Ford 2000 oraz w Europejskiej Formule Ford 2000. Uzbierane 470 punktów pozwoliło mu zdobyć tytuł mistrza niemieckiej serii. W późniejszych latach Niemiec pojawiał się także w stawce Niemieckiej Formuły 3, Deutsche Tourenwagen Masters, ADAC GT Cup, Global GT Championship, Niemieckiego Pucharu Porsche Carrera, Porsche Supercup, 24-godzinnego wyścigu Le Mans, 24h Daytona, FIA GT Championship, United States Road Racing Championship, International Sports Racing Series, Sports Racing World Cup, American Le Mans Series, Grand American Rolex Series, V8Star Germany, Omnitel 1000km Race, Volkswagen Scirocco R-Cup oraz 24h Nürburgring.

## Wyniki w 24h Le Mans
| Rok  | Zespół                               | Partnerzy                         | Samochód                   | Klasa  | Okr. | Poz. | Klasa Pos. |
| ---- | ------------------------------------ | --------------------------------- | -------------------------- | ------ | ---- | ---- | ---------- |
| 1996 | Roock Racing Team                    | Guy Martinolle Bruno Eichmann     | Porsche 911 GT2            | GT2    | 317  | 12   | 1          |
| 1997 | Porsche AG                           | Emmanuel Collard Yannick Dalmas   | Porsche 911 GT1            | GT1    | 327  | NU   | NU         |
| 1998 | Toyota Motorsport Toyota Team Europe | Thierry Boutsen Geoff Lees        | Toyota GT-One              | GT1    | 330  | NU   | NU         |
| 1999 | Toyota Motorsport Toyota Team Europe | Thierry Boutsen Allan McNish      | Toyota GT-One              | LMGTP  | 173  | NU   | NU         |
| 2000 | Racing Organisation Course           | David Terrien Jean-Denis Délétraz | Reynard 2KQ-LM-Volkswagen  | LMP675 | 44   | NU   | NU         |
| 2001 | Champion Racing                      | Johnny Herbert Didier Theys       | Audi R8                    | LMP900 | 81   | NU   | NU         |
| 2003 | Risi Competizione                    | Anthony Lazzaro Terry Borcheller  | Ferrari 360 Modena GT      | GT     | 269  | 26   | 8          |
| 2004 | Freisinger Motorsport                | Stéphane Ortelli Romain Dumas     | Porsche 911 GT3-RSR        | GT     | 321  | 13   | 3          |
| 2008 | Snoras Spyker Squadron               | Alieksiej Wasiljew Peter Dumbreck | Spyker C8 Laviolette GT2-R | GT2    | 43   | NU   | NU         |